# General Johnson redder en såret fransk officer fra tomahawk af en nordamerikansk indianer
General Johnson redder en såret fransk officer fra tomahawk af en nordamerikansk indianer (engelsk: General Johnson Saving a Wounded French Officer from the Tomahawk of a North American Indian) er et maleri af Benjamin West, afsluttet mellem 1764 og 1768. Det befinder sig i kunstsamlingen på Derby Museum and Art Gallery.
Maleriet er betydningsfuldt, idet det er en samtidig skildring, der viser alle tre magter, som i løbet af 1750'erne var involveret i den franske og indianske krig. Det skildrer, hvordan generalmajor sir William Johnson forhindrer en indianerkriger i at skalpere en slagen fransk soldat, baron Dieskau. Dieskau overlevede og blev taget som fange til New York, derefter til London, og derefter til Bath. Ved afslutningen af syvårskrigen i 1763 blev han sendt tilbage til Frankrig, hvor han døde i 1767.
Selvom motivet måske nærmere relaterer til slaget ved Fort Niagara (1759), regnes maleriet i almindelighed for at henvise til en hændelse, der fandt sted i løbet af kampagnen i 1755.